# Jardins virtuels
Jardins virtuels est un recueil de nouvelles de science-fiction écrit par Sylvie Denis.
Il a été publié une première fois en 1995, dans une version comportant cinq nouvelles puis en 2003 avec treize nouvelles. Certaines nouvelles du recueil ont reçu des prix (Solaris, Rosny, Julia-Verlanger).
L'illustration de la couverture a été réalisée par Alain Brion.

## Publications
Ce recueil a été publié dans :
1. DLM, coll. Cyberdreams, 1995.
2. Gallimard, coll. « Folio. SF », 2003.

## Description
Toutes les nouvelles relèvent de la science-fiction et mettent en scène diverses technologies avancées, se concentrant surtout sur leur rapport à l'humain et à l'individu : les raisons pour lesquelles les hommes cherchent à en user, l'effet bénéfique ou néfaste qu'elles ont sur eux, la façon dont leur société s'en accommode… Jardins virtuels met en scène des personnages souvent en proie à des fardeaux divers et variés comme dans Magma-plasma ou dans Dedans-Dehors ; le recueil présente des personnes à la moralité ambiguë qui s'accommodent de la technologie pour leurs méfaits, comme dans L'anniversaire de Caroline, ou qui sont rendus meilleurs par son usage.
La question de l'humain est également un thème important dans cette œuvre : on y retrouve les sujets classiques des Intelligences Artificielles, du corps humain et des modifications qu'il encourt, mais aussi de la nature de l'homme et ce qu'il en reste lorsqu'il s'intègre à la technologie, se repaît d'elle ou s'y retrouve prisonnier. En dehors des rapports entre l'humain et la technologie, s'y côtoient également des nouvelles traitant de l'enfance (In memoriam : Discoveryland) comme de la condition de la femme et de l'érotisme (Carnaval à Lapêtre) : les nouvelles de Sylvie Denis ne s'arrêtent pas au simple aspect futuriste de l'univers qu'elles présentent. Elles sont d'ailleurs fortement ancrées dans notre réalité puisque certaines introductions sont des citations de livres réels, ou que les personnages analysent ou se réfèrent à des événements historiques connus.
À travers ces nouvelles sans lien scénaristique les unes avec les autres (sauf exception), le lecteur retrouve des termes et des concepts similaires voire identiques, qui laissent penser que chacune des histoires se déroule en réalité dans le même univers que les autres, sans nécessairement être géographiquement ou temporellement localisée avec précision dans cet ensemble. Les termes de « Furets », « Cerbères » et « neurocosses » sont ainsi assez communs dans chacun des textes, certains lieux également font office de point de liaison (les nouvelles De Dimbour à Lapêtre et Carnaval à Lapêtre en sont un exemple). L'autrice joue ainsi sur une intertextualité intrinsèque à ses propres œuvres.
Bien que ses textes soient exclusivement francophones, il lui arrive de doter certaines entreprises, certains véhicules… d'un nom anglais.

## Liste des nouvelles

### L'anniversaire de Caroline
Parutions
1. Solaris no 80, Solaris, août 1988.
2. Jardins virtuels, Pézilla-la-Rivière, DLM, coll. « Cyberdreams », 1995.
3. Jardins virtuels, Paris, Gallimard, coll. « Folio. SF », 2003, pp. 53-72.

Personnages
- Narratrice - femme de 60 ans dont le corps a été placé dans un cercueil cybernétique pour punir ses méfaits et dont l'esprit sert maintenant à actionner des systèmes informatiques.
- Anne et Luc Fauvet - couple qui ne peut pas concevoir son propre enfant
- Caroline - fille de Anne et Luc Fauvet, à l'âge de huit ans
- Dr Maury - gère les responsabilités de la femme cybernétique dans l'hôpital

Thèmes
La nouvelle aborde les projections futuristes dans lesquelles les prisonniers sont des machines (qui perdent leurs neurones et comportement biologiques pour des circuits artificiels). Aussi, il est largement question de l'infertilité et l'impossibilité des femmes à avoir un bébé. Les PMA et GPA sont vastement utilisés pour combattre ces problèmes. Des mères porteuses portent les bébés des autres femmes et les fécondations in-vitro sont exploités. Dans ce monde dystopique les gens sont contrôlés, manipulés et leur liberté est limitée.
Résumé
Une femme est une prisonnière cybernétique dans un hôpital à cause d'un méfait qu'elle a commis, un vol de diamants. Accusée pour 30 ans de « service collectif », elle est branchée avec des circuits artificielles. Désormais elle contrôle quelques pavillons et parle avec des femmes venues pour concevoir des enfants. Il s'agit d'une époque où la GPA est devenue légale et souvent pratiquée. Un jour la prisonnière rencontre une femme - Anne, qui parmi cinq autres, était la seule de ne pas réussir à concevoir. La narratrice l'aide en contactant les organisations d'adoption mais le couple veut son propre enfant. Enfin, la prisonnière échange la paillette de givre d'Anne et Luc Fauvet contre une autre, et elle leur dit que c'est leur enfant qui naît après. C'est Caroline. Possédant un grand nombre d'aptitudes et de connaissances technologiques, la prisonnière nous aide à découvrir le monde qui l'entoure, à travers l'être qu'elle a créé par plusieurs manipulations des systèmes qu'elle dessert : Caroline.
- Prix : La nouvelle a reçu en 1988 le premier prix ex æquo Solaris[réf. nécessaire].

- Liens externes : « Fiche » sur le site NooSFere

### In memoriam: Discoveryland
Parutions
1. Jardins virtuels, Pézilla-la-Rivière, DLM, coll. « Cyberdreams », 1995.
2. Jardins virtuels, Paris, Gallimard, coll. « Folio. SF », 2003, pp. 73-104.

Thèmes
La nouvelle aborde les technologies futuristes, comme l'hologramme et la bulle quantique qui permet de créer un trou de ver. La guerre et le conflit social occupent une place importante dans cette nouvelle. Il y a des éléments de l'enfance. Le syndrome de Peter Pan est un thème central de la nouvelle. L'immaturité, la naïveté, la dépendance sont des qualités d'Arielle qui décrivent spécifiquement le modèle de puer aeternus (le « garçon éternel »).
Résumé
Elle le voit. Peter Pan apparaît à sa terrasse un jour sur deux. Arielle est une jeune fille passionnée par le cosmos et qui rêve d'aller sur Mars. Un soir, elle sort de sa maison et parle à son voisin Gari Ianaiev - travaillant dans le champ des projecteurs d'hologrammes virtuels - pour trouver une explication à ces visions étranges de Peter Pan. Il explique que c'est un délire, mais Arielle ne renonce pas et décide de le suivre avec le scooter de sa mère le lendemain. Néanmoins le scooter tombe en panne, et Arielle s'endort... Elle se réveille attaché à une chaise dans un parc abandonné - base des Amis de l'Humanité (une organisation terroriste). Gari est le gardien de leur terminal de bulle quantique qui provoque un trou de ver pour transporter les agents. Un de ses agents vient pour annoncer que les mairies de la ville veulent détruire le parc pour l'utiliser. Le transmetteur de matière est important car le parti anti-européen prépare un coup d’État. Le plan est de mettre Arielle dans la bulle quantique, une douleur la saisit à l'épaule, et elle perd conscience. Gary est contre, mais cependant John Ghatak - l'agent - la prépare. Elle est installée dans la bulle quantique pendant que Gari défend le parc en lançant des canettes de Coca-Cola. Arielle se réveille dans la bulle, John l'informe qu'elle ne pourra jamais retourner dans le monde réel. Elle est calme et accepte son destin, qui est de faire fonctionner la bulle quantique.
- Liens externes : « Fiche » sur le site NooSFere

### Fonte des glaces
Parutions
1. Ailleurs et autre, Miniature, no 13, 1992, pp. 30-41.
2. Jardins virtuels, Pézilla-la-Rivière, DLM, coll. « Cyberdreams », 1995.
3. Jardins virtuels, Paris, Gallimard, coll. « Folio. SF », 2003, pp. 105-126.

Thèmes
- Réchauffement climatique ; intelligence artificielle.

Personnages
- Nicolas Boltz : narrateur, garçon de 15 ans vivant dans l'Iceberg
- Sonia Velmère : amie et amoureuse de Nicolas
- Mère de Nicolas : à l'origine de l'expédition
- Père de Nicolas : participe à la démocratie au sein de la communauté
- IASD (Intelligence Artificielle Affectée au Développement des Sites désertiques et semi-désertiques) : gère le jardin « glacé » expérimental

Résumé
L’intrigue se déroule dans un futur où le réchauffement climatique est trop avancé pour que l’Occident puisse inverser la tendance. La famille du narrateur, Nicolas Boltz, participe à l’expédition Opération Iceberg Pour l’Afrique dans laquelle des personnes emmènent un iceberg jusqu’en Afrique. La communauté de cinquante dont ils font partie vit à l’intérieur du morceau de glace. Après trois ans de voyage, ils arrivent en Afrique, mais personne ne les attend sur place. Nicolas accompagne alors Sonia explorer les environs, où ils découvrent un hangar géré par l’intelligence artificielle IASD. À l’intérieur se trouve un biotope expérimental, qui met en place un environnement de glace pour voir son effet sur l’homme. Les deux enfants y sont enfermés pendant plusieurs heures, piégé par l'IA, avant d'être secourus, mais, alors que Nicolas décide de ne plus jamais y retourner, la fascination de Sonia pour l’endroit ne fait que grandir.
Elle met fin à ses jours avec des cachets, avant que l’on brûle le bâtiment dans lequel elle était retournée. La famille de Nicolas retourne en Europe, mais il n’oublie jamais son amoureuse. Des années plus tard, il reconduit une nouvelle opération avec plus d’iceberg et, dans celui en tête du cortège, il sculpte une statue de glace pour Sonia.
- Liens externes : « Fiche » sur le site NooSFere

### Cap Tchernobyl
Parutions
1. Galaxies no 6, septembre 1997.
2. SF 99 : les meilleurs récits de l'année, Bélial n° (3), juin 1999.
3. Jardins Virtuels, Gallimard Folio SF, no 126, février 2003.

Thèmes
- Ville de Tchernobyl, destination des robots pour se réunir car cette ville est isolée des humains.
- L'humanisation des machines qui est décrite tout au long de la nouvelle à travers le personnage du robot SN 11 345 WW.
- Le rapport avec réalité, à travers l'évocation des réalités virtuelles ainsi qu'avec l'image du tigre.

Personnages
- Thibault : Fils de Hans, il a douze ans, il est brun et a les yeux noirs. Il a une passion pour les machines.
- Hans Horsin : Père de Thibault, il a la maladie de Holbek et a besoin d'un exosquelette.
- SN 11 345 WW : Robot très intelligent.

Résumé
Hans Horsin est atteint de la maladie de Holbek, il lui reste peu de temps à vivre et, au lieu de mourir branché à une réalité virtuelle, il décide de voyager avec son fils Thibault. Ils sont tous les deux en Sibérie. Le rêve du père est de voir des tigres et ensuite de partir au Japon pour y passer ses derniers jours.
En Sibérie, ils rencontrent un robot appelé SN 11 345 WW qui travaille là-bas et qui leur confirme qu'il y a bien des tigres dans la zone où ils sont. On apprend que les robots sont devenus des machines de plus en plus intelligentes, capables de mentir et de décider pour elles-mêmes. Ces machines veulent se révolter pour devenir autonomes et découvrir l'univers. Pour cela ils préparent une réunion secrète à Tchernobyl.
Lorsque les douleurs de la maladie de Hans deviennent insupportables, il décide de se suicider. Avant de le faire il va voir SN 11 pour lui demander d'accompagner Thibault jusqu'à Vladivostok après son décès. Lors de leur rencontre, Hans croit voir un tigre, mais se rend compte que celui-ci est une image virtuelle créée par SN 11, car le tigre ne laisse aucune trace. Une fois que le robot accepte de rester avec Thibault, Hans se suicide, sans avoir réalisé ses rêves.
Le lendemain matin, Thibault se réveille et apprend que son père s'est suicidé. Il parle de la mort de son père avec SN 11. Pendant leur discussion il voit ce qui semble être un vrai tigre (cette fois il laisse des traces au sol). Ils doivent décider leur prochaine destination, qui aurait dû être Vladivostok. Mais, lorsque SN 11 mentionne la réunion de robots qui aura lieu à Tchernobyl, Thibault décide de le suivre afin de pouvoir accomplir son rêve d'aller dans l'espace.
- Liens externes :

### La Balade du singe seul
Parutions
1. Destination 3001, anthologie composée par Jacques Chambon et Robert Silverberg, Flammarion « Imagine », 2000
2. Jardins virtuels, Gallimard (Paris, France), coll. Folio SF no 126, 2003

Thèmes
- Les peuples extraterrestres
- Le voyage dans le temps

Personnages
- Aura Riak : Dormeuse qui se retrouve accidentellement en l’an 3000
- Rhys : chef d’équipe et membre de la Cité Intérieure
- Laass : membre de l’équipe de Rhys
- Lina : membre de l’équipe de Rhys
- Tuloz : Enraciné, humain au corps de plante chargé de garder les Nouveaux Territoires
- Li-Yo : premier Guide de Rhys, volontaire et engagé dans sa tâche
- Lo : Remplaçant de Li-Yo après sa mort, moins concerné par son rôle
- Hiérold : époux d’Aura Riak
- Lili-la-Tigresse : jeune fille contaminée par des virus hérités de ses ancêtres
- Péri : membre de l’équipe de Rhys
- Bil : membre de l’équipe de Rhys

Résumé
Aura Riak a choisi, chaque quatre-vingts ans de sombrer dans un sommeil de plusieurs siècles afin de découvrir perpétuellement le futur. Du fait d’un dérèglement de sa machine à voyager dans le temps, elle se réveille en l’an 3000 sans aucun membre de son groupe. Elle fait alors la connaissance de celle qu’elle appelle Lili-la-Tigresse, chef d’un groupe d’enfants victimes de la décadence de la civilisation et privés d’intelligence. C’est lors d’un de leur semblant de conversation que trois jeunes sont capturés par des connaissances de Lili souffrant de la même misère et du manque de facultés intellectuelles. Ces trois enlevés sont Rhys, Lass et Lina venant de la Cité Intérieure et qui désiraient visiter la cité extraterrestre Thirésia. Grâce à leur milleroues, une machine intelligente, ils parviennent à échapper aux enfants primitifs et emmènent avec eux Aura. Elle apprend ainsi que la civilisation a disparu pour laisser place à quelques enclaves. Au fil des siècles, les avancées technologiques ont été telles que les hommes ont abusé des ressources et ont cessé de constituer une société pour se replier sur eux-mêmes. Des conflits ont ainsi vu le jour réduisant à néant l’humanité. En l’an 3000 ne subsistent alors qu’une dizaine d’enclaves rescapées. Rhys et ses camarades vivent au sein de la Cité Intérieure où un Guide fait office de parent jusqu’à leur âge adulte. À la suite de cela, ils deviennent des Citoyens et peuvent pleinement profiter des avantages technologiques du monde subatomique.
Arrivés à Thirésia, ils y trouvent les Guides des adolescents. C’est ainsi qu’ils découvrent que Thirésia est une ville factice créé par les Citoyens afin de stimuler l’imagination des jeunes membres de la Cité Intérieure. Elle est aussi la preuve que les humains n’ont pas trouvé d’extraterrestres avec lesquels ils sont en mesure de communiquer. Avant leur retour, Lina parvient à s’enfuir pour rejoindre les jeunes primitifs des Terres Perdues.
Aura vit maintenant à la Cité Intérieure et parvient à entrer en contact avec son conjoint Hiérold qui était parti à la quête d’extraterrestres par le biais du projet Jonas. Après plusieurs voyages dans le temps, Aura termine ainsi sa balade dans le futur et décide de « cultiver notre jardin », à l’image de Candide, personnage éponyme de Voltaire accepte de se satisfaire des choses simples de la vie après un voyage à travers le monde qui lui a montré les atrocités des êtres humains envers leurs prochains.
- Liens externes :

### Si Thébaldus rêve…
Parutions
1. Jardins virtuels, Gallimard Folio SF, no 126, février 2003

Thèmes
- La téléréalité (la réalité est transformée par les médias)
- Le rêve
- L'intelligence artificielle (simulations augmentées, relation homme-machine)
- L'exploration de l'espace

Personnages
- Iréna : personnage principal, l’histoire est racontée sous son point de vue. Elle est franche et pleine d’imagination. C’est une candidate aux sélections de la Cité des Artistes.
- Thébaldus Eos : fameux mécène inconnu du public. Il est le créateur de la Cité des Artistes. Son identité sera connue au cours de la nouvelle.
- Claudia Schmidt : surnommée par Irena « la princesse égyptienne ». Elle est poursuivie par des criminels et cherche à disparaitre. C’est pour cette raison qu’elle veut réussir le test de sélection de Thébaldus Eos.
- Térich : (surnommé « le beau blond » au début de la nouvelle) journaliste indépendant travaillant pour les Amis de l’Humanité. Il veut absolument interviewer Thébaldus Eos et récolter des informations sur cette mystérieuse cité.
- Karine-la-tatouée : candidate aux sélections, nous apprendrons à la fin de la nouvelle qu’elle avait pour intention d’éliminer Claudia.
- Jayne Compte : une des juges aux sélections, elle apprendra à Térich et Iréna qui est Thébaldus Eos.

Résumé
- Liens externes : « Fiche » sur le site NooSFere

### Élisabeth for ever[4]
Parutions
1. Au nord de nulle-part, anthologie composée par Dominique Warfa, Groupe Phi, 3e trimestre 1992.
2. Jardins virtuels, DLM Editions Cyberdreams, la collection, no 1, septembre 1995
3. Jardins virtuels, Gallimard, Folio SF, no 126, février 2003

Thèmes
- L'immortalité, à travers les clones d'Elisabeth qui sont comme des images indélébiles d'elle-même à différents âges.
- Le choix de son propre avenir avec la décision d'Elisabeth lorsqu'elle décide de partir.

Personnages
- Elisabeth : Jeune fille de plus de 13 ans qui n'a pas de mère et qui découvre l'existence de plusieurs clones d'elle, créés par son père.
- Bartholomew Cook : Père d'Elisabeth, artiste très connu et riche.
- Pénélope : Intelligence artificielle.
- Van Vanh : ami de Batholomew.

Résumé
Elisabeth habite avec son père dans une station artificielle qui est en orbite autour de Mars. Lorsque le père d'Elisabeth se trouve enfermé pour des raisons inconnues, la jeune fille découvre une salle dans laquelle il y a des clones d'elle à différents âges. Elle décide de réveiller son clone de 7 ans pour confirmer la présence de souvenirs dans celle-ci. Une fois réveillée, Elisabeth parle avec la petite fille et se rend compte qu'elle a bien les mêmes souvenirs qu'elle. Quand son père découvre qu'Elisabeth est avec un de ses clones, il veut la récupérer afin qu'Elisabeth ne dise pas la vérité aux clones. En échange, elle demande de pouvoir accéder à la mémoire de son père. Son père lui accorde et elle appelle Van Vanh, l'ami de son père, pour qu'il l'aide à visualiser la mémoire. Van Vanh vient l'aider et lui apprend la vérité : Elisabeth n'a jamais eu de mère et c'est Bartholomew qui l'a créée elle et ses clones à partir d'un embryon adopté. Elle apprend aussi qu'il existe d'autres types de clones, et, sous le choc, décide de les réveiller tous. C'est ainsi qu'elle découvre des versions d'elles déformés, mi-humains, mi-phoque, entre autres espèces. Finalement elle décide de partir de chez elle après avoir découvert la réalité sur ses origines.
- Liens externes :

### De Dimbour à Lapêtre
Parutions
1. Jardins virtuels, DLM, Coll. Cyberdreams, 1995
2. Jardins virtuels, Gallimard, Coll. Folio SF no 126, 2003

Thème
- clonage

Personnages
- Diane : clone-origine, professeur dans le Centre éducatif de Dimbour
- France : mémo-clone de Diane, journaliste
- Camille : mémo-clone de Diane, mannequin pour Orbit Models
- Sandra Beck : mécanicienne pour CyberMech
- Janine, médecin du Centre éducatif, amie de Diane
- Ian Miguel Stephan Pétrovitch, fondateur de Dimbour et des mémo-clones
- Mère de Diane

Résumé
Diane a deux mémo-clones : Camille et France, avec qui elle partage ses souvenirs en se branchant régulièrement à une petite boîte noire. Une fois à l'intérieur, un jardin sublime se révèle. C'est l'endroit où se retrouvent les trois jeunes femmes pour discuter. Mais Diane ne s'est pas branchée depuis plusieurs semaines et avec la destruction de Dimbour, l'habitat artificiel sur lequel elle vivait et travaillait, elle se sent perdue. L'arrivée de sa mère chez elle n'arrange rien ; elles n'ont rien à se dire. Il reste Sandra Beck, la belle mécanicienne qui vient pour réparer le laboratoire de l'habitat condamné...
Camille et France n'ont plus de nouvelles de leur clone-origine pendant dix mois. Son absence leur pèse, elles se sentent incomplètes. Pour ces raisons, elles demandent à Ian Miguel Stephan Pétrovitch, le fondateur de Dimbour, de leur créer un nouveau clone proche de l'original. Il refuse d'abord à cause de la situation politique, mais finalement il revient sur sa décision. Alors, Alice rejoint le jardin, en même temps que Diane, venue dire au revoir.
- Liens externes :

### Carnaval à Lapêtre
Parutions
1. Cosmic erotica, anthologie composée par Jean-Marc Ligny, J'ai lu Millénaires [6025], 2000.
2. Jardins virtuels, Gallimard, Coll. Folio SF no 126, 2003.

Thèmes
- L'habitation artificielle
- L'excision
- La médecine du futur.

Personnages
- Mira : danseuse
- Lorik : petit-ami de Mira, travaille chez Lapêtre Propre
- Dyris : fille d'un propriétaire d'une importante entreprise de bioingénieurie, en Centrafrique Unie, sur Terre
- Dr Firh Detros
- Gary : ex-compagnon de Mira

Résumé
Mira a de nouveau été désignée pour jouer le rôle de la Courtisane pendant le carnaval de Lapêtre. Mais alors qu’elle cherche un ou une remplaçante chez un ancien professeur, elle rencontre Dyris. Celle-ci lui demande de l’aider, car en plus d’être surveillée par son père et promise à un mari contre son gré, elle a été excisée quand elle n’était encore qu’un embryon. Elle voudrait retrouver un sexe « normal ». Mira accepte de l’aider et, avec l’appui de son petit-ami Lorik, ils l’emmènent chez le docteur Firh Detros pour une opération. Tout se passe bien. Puis, pour la libérer définitivement de l’emprise de son père, Mira imagine un stratagème. Dyris joue le rôle de la Courtisane pendant le Carnaval, ce qui la rend impossible à détecter parce que le costume modifie son image infrarouge. Lorik, lui, endosse son schéma cérébral et ainsi, lorsqu’il saute d’une balustrade, on pense qu’il s’agit de Dyris. Mais la vérité est qu’il a sauté sur une terrasse en dessous et que c’est le corps d’une danseuse inconnue qui est disposé à la place. Un ami falsifie le dossier d’autopsie. Dyris est libre.
- Liens externes :

### Magma-plasma[7]
Parutions
1. Étoiles vives no 1 [anthologie composée par Gilles Dumay] Orion/Étoiles vive Sciences Fiction, 1997.
2. Jardins virtuels, Gallimard, Coll. Folio SF no 126, 2003.

Thèmes abordés
Cette nouvelle reprend le schéma de science-fiction classique d'une équipe d'aventuriers interstellaires, des chasseurs de primes, mais en montrant plutôt leurs déboires et doutes que leurs réussites. Les scènes d'actions sont très modérées, au profit d'une description élaborée des moyens technologiques et du train de vie futuriste des personnages. Le thème du corps artificiel est très présent : un corps organique acheté et habité par une IA (dit un cybride), un corps cloné pour remettre à un autre la responsabilité de sa carrière, un corps modifiable à volonté qui s'éloigne et revient à l'humain constamment... Les personnages principaux eux-mêmes révèlent au fil du roman des particularités technologiques intégrées à leur être : des nanomachines, des tentacules tirant des projectiles et piratant des systèmes, des mémoires additionnelles... Le tout dans un univers où ces avancées technologiques sont monnaie courante et où il est possible de fuir la réalité par le biais d’œuf en métal immergeant l'utilisateur dans la musique et les fantaisies, ou d'univers fabriqués sur mesure. Ces innovations n'occupent cependant qu'une place très secondaire dans la nouvelle, laissant plutôt s'exprimer les raisons pouvant expliquer leur utilisation. Sylvie Denis montre des personnages effrayés par le vide de leur existence et qui cherchent donc à le fuir, en s'enfermant dans une fantaisie, en déléguant les fardeaux quotidiens ou en explorant des voies censées permettre un renouveau illimité, tout cela en usant de progrès technologiques et humains. Si certaines de ces avancées enferment et étouffent, l'autrice viendra à montrer que d'autres peuvent guérir et émerveiller.
Personnages
- Johannes Epstein : propriétaire et capitaine du Scary Monster et légende vivante de l'exploration, en proie depuis quelque temps à des difficultés financières et mentales. Sa devise est « Seule l'action sauve ».
- Rosie Bartholdi : fille d'un riche homme d'affaires, qui a été ramenée chez elle par l'équipage du Scary Monster après sa fugue. Elle semble entretenir à l'égard du groupe une certaine rancœur.
- Barthold Bartholdi : directeur et propriétaire de la chaîne Canal-Luna.
- Billie : cuisinière du Scary Monster, aux origines africaines.
- Zilm et Yorl : deux jumeaux gardes du corps et membres de l'équipage du Scary Monster.
- Farid Orléans : navigateur du Scary Monster, ami et collègue de longue date de Johannes Epstein.
- Malaï : Cybride (une IA ayant acheté un corps organique) et homme commercial.
- Zoni Irokawa : agent de Peter Tansfield.
- Peter Tansfield : compositeur à succès ayant subi un accident de monorail suspect il y a quelque temps. Il demande les services de l'équipage du Scary Monster.
- Peter Tansfield III : clone de Peter Tansfield réalisé afin de reprendre pour lui sa carrière musicale sans avoir connu le poids de la dépression et de la célébrité. Lui-même voudra changer de corps et deviendra un magma-plasma, un organisme pouvant adopter n'importe quelle forme.

Résumé
- Liens externes :

### Paradigme Party[8]
Parutions
1. Privés de futur [anthologie composée par Gilles Dumay & Francis Mizio] Le Bélial'/Bifrost & Orion/Étoiles vive, 2000.
2. Jardins virtuels, Gallimard, Coll. Folio SF no 126, 2003.

Thèmes
Paradigme Party explore comme son nom l'indique les différences de paradigmes qui peuvent exister vis-à-vis des avancées technologiques présentées couramment dans la science-fiction : entre Peter et Johannes sur le corps humain transformé, entre les différentes IA voulant ou s'émanciper ou rester proches de leur rôle premier d'auxiliaires pour les humains, mais aussi entre les Naturels et les Transformés, ceux qui rejettent le progrès technologique et ceux qui l'embrassent. La nouvelle aborde ainsi l'histoire séparant notre siècle et celui dans lequel se trouvent les personnages : comment sont émergées de notre société actuelle les créations de Sylvie Denis. Ces réflexions portent donc aussi sur le passé de son univers, notre présent donc, particulièrement pour tout ce qui touche au XXe siècle et ses tensions ; elles concernent également l'esprit humain, vecteur lui aussi de virus idéologiques pouvant se transmettre par l'enseignement, et conclut sur le fait que toute création humaine portera un peu de ses créateurs en elle-même.
Personnages
- Johannes Epstein : Ancienne chasseresse de prime de renommée et capitaine du Scary Monster, une vie qu'elle a laissé derrière elle comme son équipage pour rester avec son compagnon.
- Peter Tansfield : Compositeur et musicien à succès ayant adopté la forme d'un magma-plasma, une forme de vie capable de prendre l'apparence de son choix en toutes circonstances, pour innover dans la musique. Compagnon de Johannes Epstein.
- Farid Orléans : Ancien équipier de Johannes Epstein et employé de Malaï.
- Malaï : Intelligence artificielle rencontrée précédemment par l'équipage du Scary Monster et pour qui Farid Orlénas travaille aujourd'hui.
- Uulat et Turh : Filles-clones de Malaï, avec qui elles ont formé une société employant du personnel humain.
- Sirna O'Malley : Employée sur la station minière contrôlée par Malaï, Uulat et Turh ; elle favorise cette dernière intelligence artificielle.
- Zilm et Yorl : Deux jumeaux gardes du corps et anciens membres de l'équipage du Scary Monster, travaillant aujourd'hui pour Malaï.

Résumé
- Liens externes :

### Nirvana, mode d'emploi
Parutions
1. Aventures Lointaines, anthologie composée par Gilles Dumay, Denoël « Présence du Futur », no 629, 2000
2. Jardins virtuels, Gallimard (Paris, France), coll. Folio SF no 126, 2003

Thèmes
- Le rêve
- La science

Personnages
- Stéphane Rozin : infographiste et conjoint de Célia Bureau-Bassant
- Célia Bureau-Bassant : chercheuse en neurobiologie et conjointe de Stéphane
- Alice Bassant : défunte tante de Célia, journaliste passionnée de cinéma
- Kate Bureau-Bassant : sœur aînée de Célia
- Gérald Duvernier : second époux de Kate
- Émilie : fille de Kate Bureau-Bassant
- Norman Gallen : collègue de Célia

Résumé
Le 2 novembre 2008, Stéphane, après s’être recueilli sur la tombe de sa mère fait la connaissance de Célia Bureau-Bassant qui décorait le diorama funéraire de sa tante. Cette adolescente était très proche de sa tante qui lui a insufflé une passion pour le cinéma. Elle sera ainsi marquée par un film de science-fiction, « le film » dont elle collectionnera tous les objets dérivés. Ses notes montrent que ce film est l’odyssée de cinq jeunes garçons doués de pouvoirs spéciaux et qui sont entraînés par un protecteur de la galaxie. Elle voue aussi une forte attirance envers la perspective pour l’être humain de revivre ses plus anciens souvenirs sur une longue durée. Ceci la motivera à devenir une chercheuse en neurobiologie et elle ira vivre à San Francisco avec Stéphane qui lui, est devenu graphiste. C’est grâce aux connaissances de Célia que la maladie de Maid-Maezel est assez tôt diagnostiquée chez sa nièce Émilie, la fille de sa sœur aînée Kate. Cette maladie se manifeste par une perte de souvenirs et l’incapacité d’en créer et elle touche les plus jeunes, conduisant au bout de quelques mois à la mort. À l’annonce de cette maladie, Kate et son époux refusent de donner foi aux propos de Célia mais Kate finit par se rendre compte de la véracité du diagnostic de sa sœur et Émilie commence à suivre un traitement. C’est durant cette période que Célia tente une expérience qui la fera sombrer dans une boucle continuelle où elle revit le même souvenir. La lettre laissée à son conjoint Stéphane ainsi que son journal intime montrent que l’état dans lequel elle plonge est un but qu’elle s’est fixée depuis son enfance. Pour elle, le plus important est de délaisser la réalité au profit des rêves.
- Liens externes :